# Speinne Mor
Speinne Mor är ett berg i Storbritannien.   Det ligger i kommunen Argyll and Bute och riksdelen Skottland, i den nordvästra delen av landet, 700 km nordväst om huvudstaden London. Toppen på Speinne Mor är 441 meter över havet. Speinne Mor ligger på ön Inner Hebrides.
Terrängen runt Speinne Mor är huvudsakligen lite kuperad.Runt Speinne Mor är det mycket glesbefolkat, med 2 invånare per kvadratkilometer. Närmaste större samhälle är Tobermory, 5,4 km norr om Speinne Mor. I omgivningarna runt Speinne Mor växer i huvudsak blandskog.